# Calliandra paniculata
Calliandra paniculata là một loài rau đậu thuộc họ Fabaceae.
Loài này chỉ có ở Jamaica.
Chúng hiện đang bị đe dọa vì mất môi trường sống.